# Jean-Marie Bonal
Pour les articles homonymes, voir Bonal.
Pas d'image ? Cliquez ici

a Compétitions nationales et continentales officielles uniquement.

b Matchs officiels uniquement.
Jean-Marie Bonal (né le 31 mai 1943 à Saint-Cirgues-de-Jordanne) est un joueur français de rugby à XV et de rugby à XIII.

## Biographie
Jean-Marie Bonal joue avec l'équipe de France de 1968 à 1970, évoluant au poste de trois-quarts aile (1,75 m pour 80 kg). Il joue, en club, au Stade toulousain puis à l'AS Carcassonne XIII (aussi international à XIII avec son frère Élie).
Il dispute son premier match international, le 24 février 1968, contre l'équipe d'Angleterre, et son dernier match contre cette même équipe, le 18 avril 1970. Bonal pratique aussi l’athlétisme (100 m et javelot) avec son frère.
Il est le frère de Patrick et Élie, et l'oncle de Sébastien Viars et de Jean-François Viars. 
Il a deux enfants, nommés Jean-Michel et Christophe, puis quatre petits-enfants, Antoine, Marie, Julie et Louise Bonal.

## Palmarès

### En rugby à XV
- Collectif : 
  - Finaliste du Championnat de France : 1969 (Toulouse).

#### En sélection nationale
- Sélections en équipe nationale : 14 pour 5 essais[1].
- Sélections par année : 8 en 1968, 4 en 1969, 2 en 1970
- Tournois des Cinq Nations disputés : 1968, 1969, 1970
- Grand Chelem en 1968

### En rugby à XIII
- Collectif :
  - Vainqueur du Championnat de France : 1972 (Carcassonne).
  - Finaliste de la Coupe de France : 1973 (Carcassonne).

#### Détails en sélection de rugby à XIII
| 1. | 7 février 1971    | Grande-Bretagne  | 16-8 | Test-match     | Ailier | 3 | 1 | - | - |
| 2. | 28 octobre 1972   | Nouvelle-Zélande | 20-9 | Coupe du monde | Ailier | 8 | 2 | 1 | - |
| 3. | 1er novembre 1972 | Grande-Bretagne  | 4-13 | Coupe du monde | Ailier | 2 | - | 1 | - |
| 4. | 5 novembre 1972   | Australie        | 9-31 | Coupe du monde | Ailier | 6 | - | 3 | - |